# 평안감영
평안감영(平安監營)은 조선시대의 8개 도(道) 가운데 하나인 평안도의 행정, 사법을 담당하던 관찰사가 근무하던 곳이다. 현재의 도청(道廳) 소재지 및 도청 건물에 해당한다.

## 역사
1413년(태종 13년)에 서북면(西北面)을 평안도로 개칭하면서 본격적인 감영 체제가 성립하였다. 이후 1895년(고종) 32년)에 23부제가 실시될 때까지 존속하였다.

## 감영 건물
평안감영에는 대표적으로 다음과 같은 같은 건물이 있었다.
- 선화당(宣化堂) : 종2품 관찰사의 업무 공간
- 중동헌(中東軒) : 관찰사의 업무 공간
- 내아(內衙) : 관찰사 가족의 생활 공간
- 포정문(布政門) : 감영 정문

### 감영 인근 시설
- 대동관(大同館) : 각종 의례를 행하거나 감영을 방문한 관원의 숙박 용도로 사용되던 객사(客舍) (감영 남동쪽 소재)
- 향교(鄕校) : 평양 지역의 관립 교육기관 (감영 남쪽 소재)
- 숭인전(崇仁殿) : 기자(箕子)를 제향하는 사당 (조선민주주의인민공화국 국가지정문화재 국보급 제5호)
- 숭령전(崇靈殿) : 단군(檀君)을 제향하는 사당 (조선민주주의인민공화국 국가지정문화재 국보급 제6호)
- 대동문(大同門) : 평양성의 동쪽 대문 (감영 동남쪽 소재)

### 감영 건물 활용
1895년에 23부제가 시행되자 평양부 관찰부로 개편되고 1896년에 13도제가 시행되자 평안남도의 최고 관청으로 활용되었다. 1910년 경술국치로 일제강점기가 시작되자 대동군의 군청, 제2보통학교 건물 등으로 사용되었고 감영의 중심 건물인 선화당은 한국전쟁 시기에 소실되었다.

## 같이 보기
- 감영
- 선화당
- 포정문